# أمير الحاج مسعود
أمير الحاج مسعود مواليد 8 فبراير 1981 في صفاقس، تونس، هو لاعب كرة قدم تونسي دولي سابق كان يلعب كمدافع.

## روابط خارجية
- أمير الحاج مسعود على موقع الاتحاد الدولي (مؤرشف)  (الإنجليزية)
- أمير الحاج مسعود على موقع قاعدة بيانات كرة القدم.إي يو (الإنجليزية)
- أمير الحاج مسعود على موقع ناشيونال فوتبول تيمز (الإنجليزية)
- أمير الحاج مسعود على موقع أوليمبيديا (الإنجليزية)